# Orthocladius strandi
Orthocladius strandi är en tvåvingeart som först beskrevs av Lundstrom 1913.  Orthocladius strandi ingår i släktet Orthocladius och familjen fjädermyggor.
Artens utbredningsområde är Norge. Inga underarter finns listade i Catalogue of Life.